# Université de Kirkouk
L’université de Kirkouk (en arabe : جامعة كركوك) est une université publique fondée en 2003 et située à Kirkouk.